# 豪伊杜伯瑟尔梅尼区
豪伊杜伯瑟尔梅尼区（匈牙利語：Hajdúböszörményi járás），是匈牙利豪伊杜-比豪尔州的一个区，总面积471.43平方公里，总人口40,568人（2011年），人口密度86人/平方公里。中心城市为豪伊杜伯瑟尔梅尼。

## 市镇
豪伊杜伯瑟尔梅尼区包含两个城镇。